# Richard Edgcumbe, 2. Earl of Mount Edgcumbe

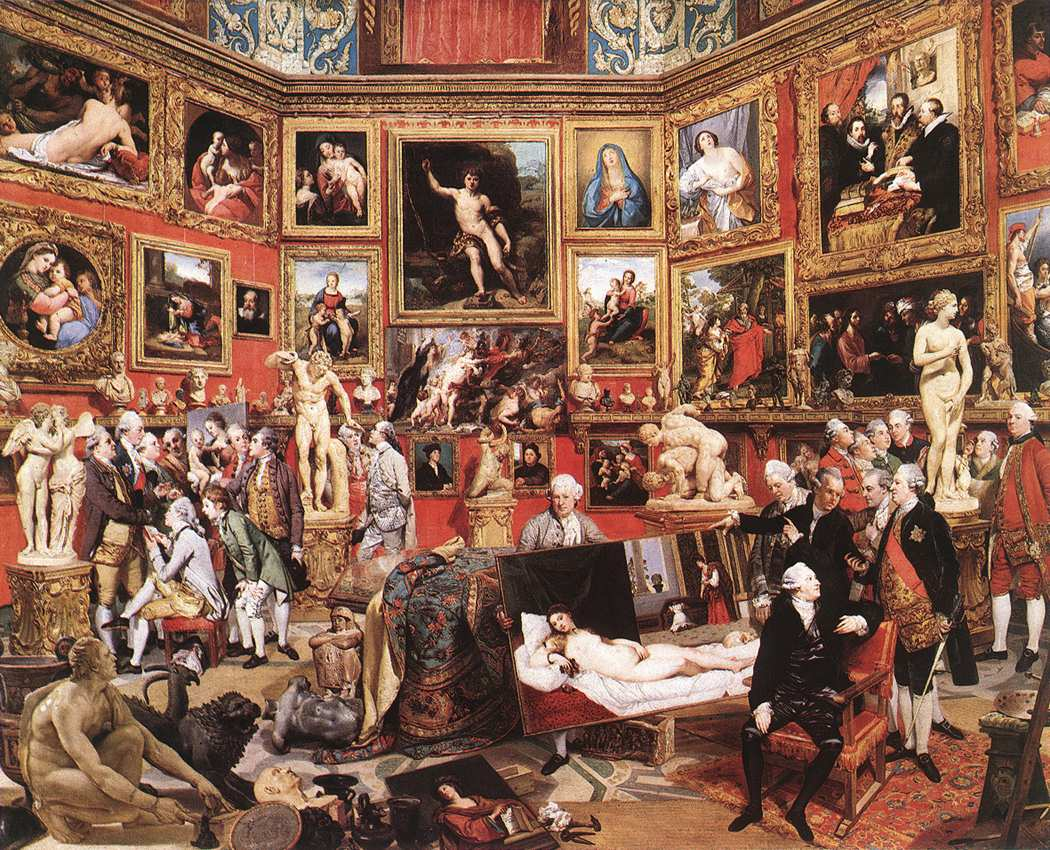
Tribuna degli Uffizi: Junge britische Aristokraten in den Uffizi, darunter Richard Edgcumbe (links in grüner Jacke)

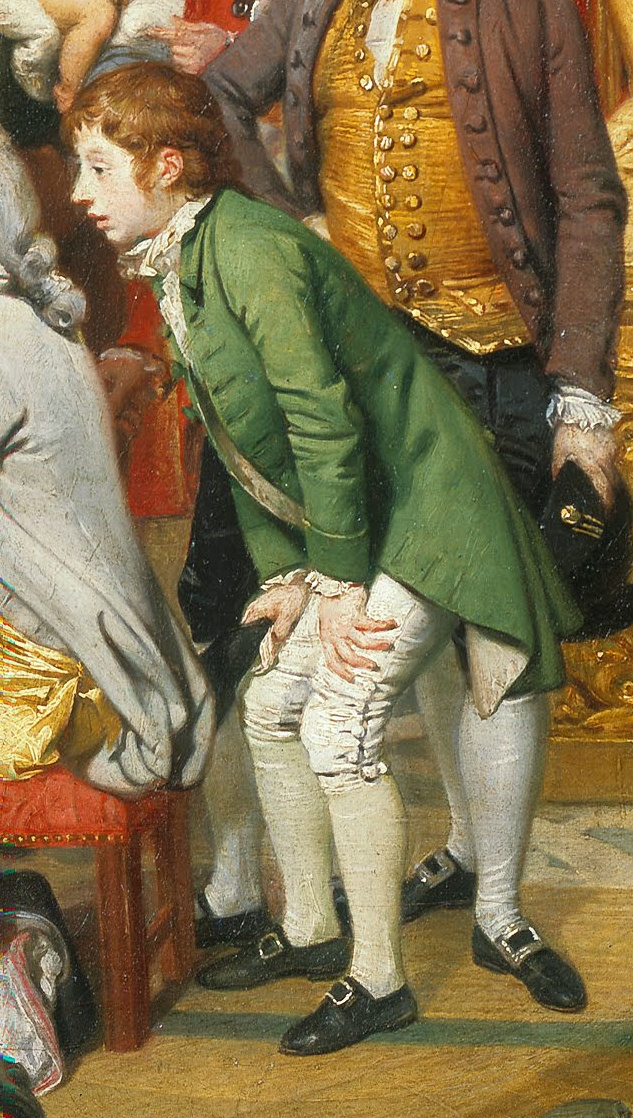
Detail von oben, Richard Edgcumbe zeigend

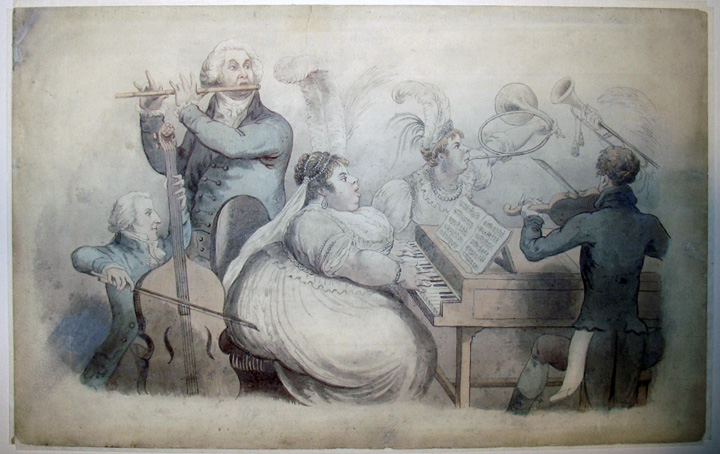
Richard Edgcumbe am Cello (links). Satirische Darstellung von Edward Francis Burney, 1802

Richard Edgcumbe, 2. Earl of Mount Edgcumbe (* 13. September 1764; † 26. September 1839 in Richmond upon Thames) war ein britischer Peer und Politiker.

## Herkunft und Jugend
Richard Edgcumbe entstammte dem englischen Adelsgeschlecht Edgcumbe. Er war das einzige Kind von George Edgcumbe, 1. Earl of Mount Edgcumbe und dessen Frau Emma Gilbert. Von 1774 bis 1780 besuchte er die Harrow School, ehe er ab 1781 am Christ Church College an der Universität Oxford studierte. Noch bevor er sein Studium abgeschlossen hatte, unternahm er von 1783 bis 1785 eine Grand Tour durch Frankreich, Deutschland und Italien. 1793 machte er einen Abschluss des Studiums als Doktor der Rechte. Nachdem sein Vater 1789 zum Earl of Mount Edgcumbe erhoben worden war, führte er den Höflichkeitstitel Viscount Valletort.

## Politische Karriere

### Abgeordneter im House of Commons
Durch den Einfluss seines Vaters wurde Edgcumbe am 13. Februar 1786 bei einer Nachwahl als Abgeordneter für das Borough Fowey gewählt. Als es bei der Unterhauswahl 1790 aussichtsreiche Gegenkandidaten in Fowey gab, kandidierte Edgcumbe in Lostwithiel, wo sein Vater das Amt des Recorders innehatte. Am 21. Juni 1790 wurde er in Lostwithiel, am 29. Juni aber auch in Fowey als Abgeordneter gewählt. Nachdem im März 1791 seine Wahl in Fowey bestätigt worden war, nahm er schließlich diese Wahl an. Im House of Commons unterstützte er die Regierung der Torys, und auch während der Regierungskrise von 1788 bis 1789 unterstützte er Premierminister Pitt. Er nahm regelmäßig an den Sitzungen teil, doch ist von ihm nur eine Rede anlässlich der Parlamentseröffnung im Januar 1790 bekannt. Nach dem Tod seines Vaters 1795 erbte er den Titel Earl of Mount Edgcumbe, womit er Mitglied des House of Lords wurde und aus dem House of Commons ausschied.

### Mitglied des House of Lords

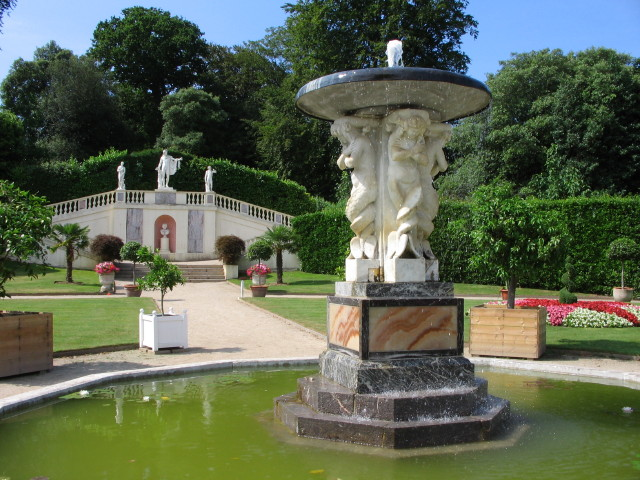
Brunnen im von Richard Edgcumbe, 2. Earl of Mount Edgcumbe angelegten italienischen Garten von Mount Edgcumbe House

Kurz nachdem Edgcumbe 1795 den Titel seines Vaters geerbt hatte, übernahm er auch wie sein Vater die Ämter des Lord Lieutenant und des Vice-Admirals von Cornwall. Im Juni 1804 bewarb er sich für das Amt des Captain of the Gentlemen Pensioneers, doch erhielt er dieses Amt erst im März 1808. Dazu wurde er am 9. März 1808 Mitglied des Privy Council. Das Amt des Gardehauptmanns behielt er bis 1812. Aufgrund seines politischen Einflusses auf die Wahlen in mehreren Boroughs in Südwestengland hatte Edgcumbe einigen Einfluss bei den britischen Regierungen.

## Sonstiges
Edgcumbe war ein begeisterter Amateurschauspieler und -musiker. Als Liebhaber von italienischen Opern komponierte er selbst die Oper Zenobia of Armenia. Dieses Werk wurde ein einziges Mal – am 22. Mai 1800 – im King’s Theatre in London aufgeführt. Dazu verfasste er die Schrift Musical reminiscences of an old amateur; chiefly respecting the Italian opera in England … from 1793 to 1823. Diese Schrift über italienische Musik war zunächst nicht zur Veröffentlichung vorgesehen. 1825 wurde sie jedoch anonym und dann in zwei weiteren Auflagen unter Edgcumbes Namen veröffentlicht.
Edgcumbe und seine Frau waren auch passionierte Gärtner. Sie ließen Teile des Gartens des Familiensitzes Mount Edgcumbe House in Cornwall umgestalten, wo sie formale Gärten anlegten. Auch den angrenzenden Park ließen sie umgestalten. 1808 wurde er zum Fellow of the Royal Society gewählt, im gleichen Jahr wurde er auch Fellow of the Society of Antiquaries. Er wurde auf dem Kirchhof in Petersham begraben.

## Familie
Richard Edgcumbe hatte am 21. Februar 1789 Sophia Hobart (1768–1806), die dritte Tochter von John Hobart, 2. Earl of Buckinghamshire geheiratet. Mit ihr hatte er drei Söhne und zwei Töchter:
- Emma Sophia Edgcumbe (* 28. Juli 1791; † 28. Januar 1872) ⚭ John Cust, 1. Earl Brownlow
- Caroline Edgcumbe († 10. April 1824) ⚭ Ranald George Macdonald, 19. Clanranald and Benbecula (* 29. August 1788; † 11. März 1873)
- William Richard Edgcumbe (* 19. November 1794; † 29. Oktober 1818)
- Ernest Edgcumbe, 3. Earl of Mount Edgcumbe (* 23. März 1797; † 3. September 1861)
- George Edgcumbe (* 23. Juni 1800; † 18. Februar 1882)

Da sein ältester Sohn bereits 1818 gestorben war, wurde sein zweitältester Sohn Ernest sein Erbe.

## Werke
- Musical reminiscenses of the Earl Richard Edgcumbe of Mount Edgcumbe. Containing an account of the Italian opera in England from 1773 to 1834. Unabr. republ. of the 4. ed. London 1834. Ca Capo, New York 1973, ISBN 0-306-70008-5.